# Calea ferată Câmpina–Telega

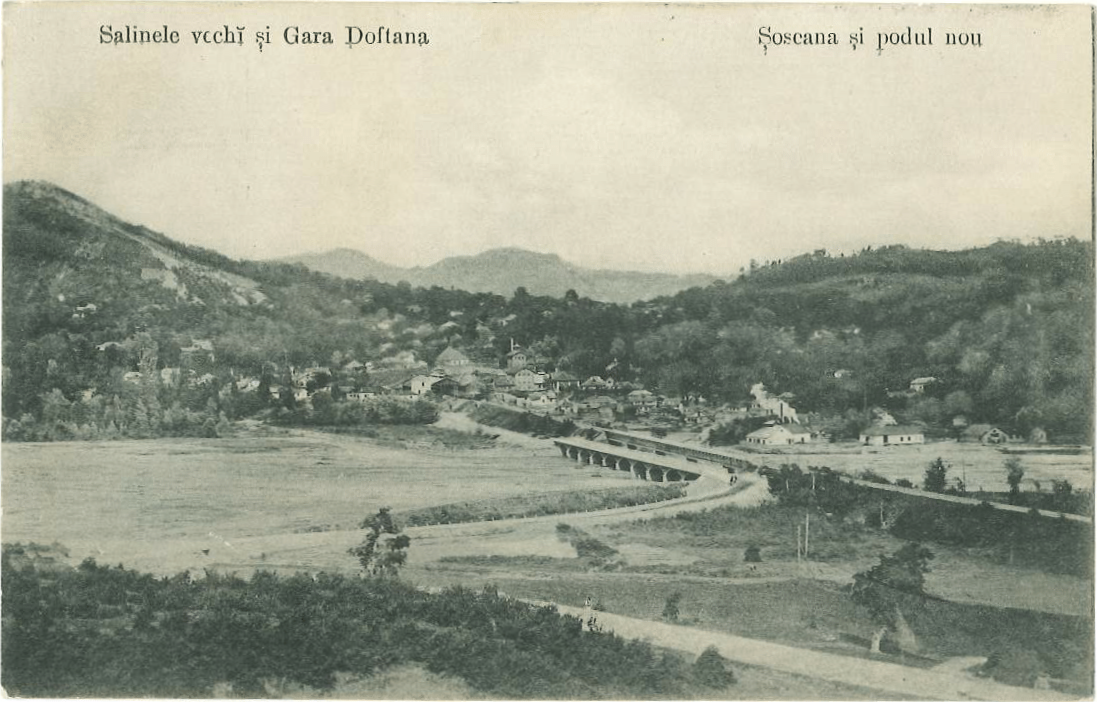
Calea ferată și podul de la Zorile într-o carte poștală de la începutul anilor 1900. În plan îndepărtat se vede gara Telega.

Calea ferată Câmpina–Telega este o cale ferată dezafectată, cu ecartament normal, ce leagă gara Câmpina de comuna Telega. Linia era deservită de trei gări, Câmpina, Câmpinița și Telega, și avea o lungime totală de aproximativ 5,2 km. Linia a fost construită în anul 1883, cu un scop combinat: transportul de sare dinspre ocnele de sare de la Doftana și cel de lemn dinspre Valea Doftanei, pentru că în acea perioadă funcționa și o linie forestieră cu ecartament îngust între gara din Doftana și Valea Doftanei.

## Descriere
Calea ferată Câmpina–Telega pornea de la gara Câmpina și traversa râul Prahova pe un pod proiectat de inginerul Elie Radu, apoi urca pe platoul pe care este așezat orașul Câmpina și avea stație la gara Câmpinița, construită în vecinătatea Rafinăriei Steaua Română. Linia continua spre Telega, traversa râul Doftana pe un alt pod proiectat de inginerul Elie Radu, avea stație la gara Telega din satul Doftana și mai continua câteva zeci de metri până la intrarea în ocna Doftana, unde funcționa o stație de încărcare/descărcare a vagoanelor cu sare din mină. În zona gării din Doftana calea ferată Câmpina–Telega supratraversa pe un pod de piatră în arc linia forestieră cu ecartament îngust către Valea Doftanei.

## Context

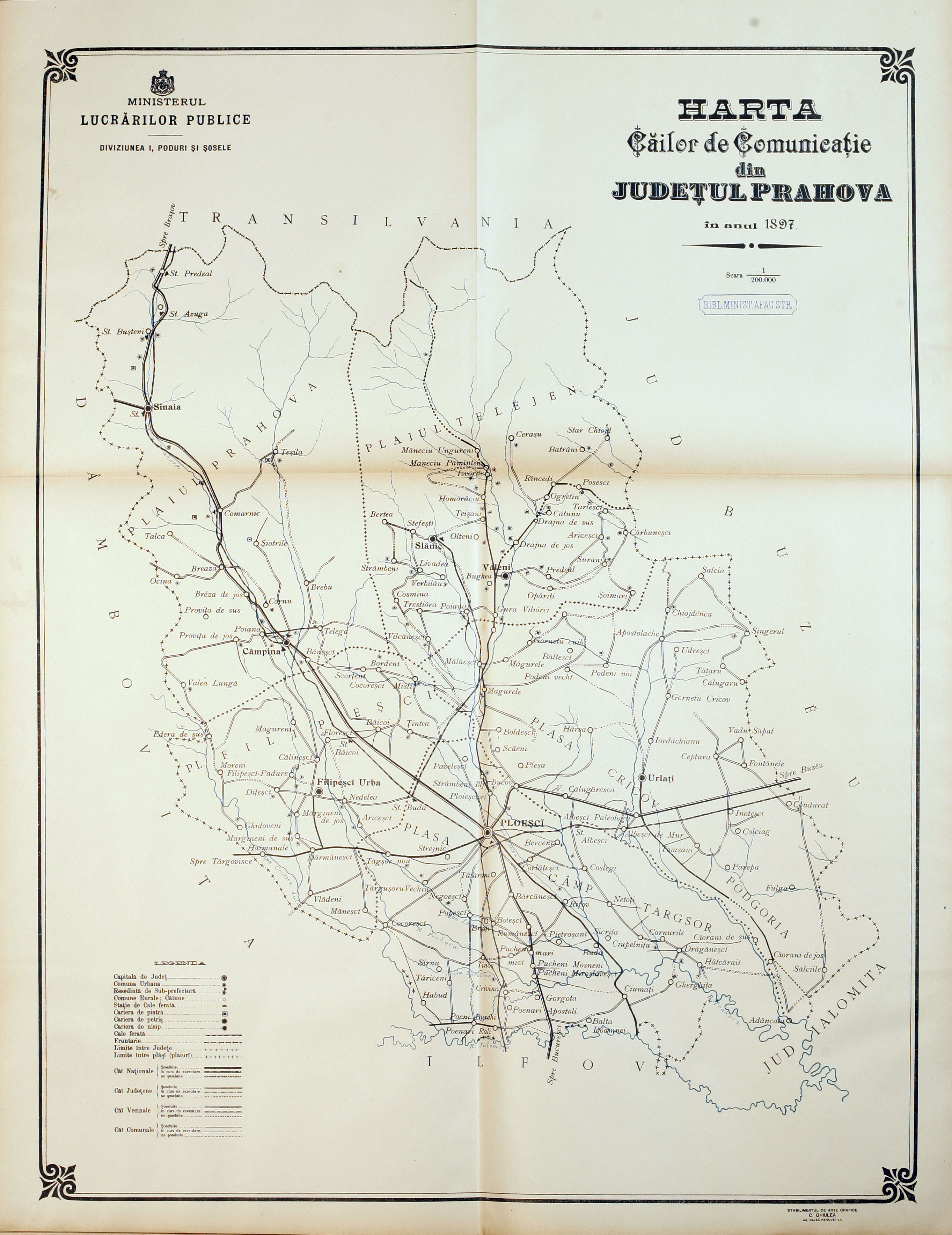
Linia apare pe Atlasul Căilor de Comunicații, publicat în 1897 de Ministerului Lucrărilor Publice.

Una din principalele resurse ale regatului României în secolul al XIX-lea a constituit-o exploatarea sării. Principalele ocne de sare din regatul de la acea vreme, Slănic și Telega, se aflau în județul Prahova, iar realizarea unor căi de acces în zonă pentru transportul acestui produs a constituit o prioritate.
În ianuarie 1856, o delegație din Transilvania sprijinită de guvernatorul civil și militar Karl Borromäus zu Schwarzenberg a sosit la București pentru a negocia construcția unei căi ferate pe traseul Brașov–Ploiești, iar de la Ploiești către Buzău–Brăila, respectiv București–Giurgiu. În urma vizitei, Sfatul domnesc a încheiat, în aprilie 1856, un document prin care solicita aprobarea domnitorului Barbu Știrbei pentru realizarea unei concesiuni feroviare pe acest traseu. Domnitorul l-a semnat, cu observația că legătura de la Ploiești spre Brașov se va face prin Telega, dată fiind importanța salinelor din nordul județului Prahova. În urma evenimentelor politice din anii următori, culminând cu unirea Principatelor, concesiunea nu s-a mai realizat.
În luna iunie 1861, „Societatea Națională de Drumuri de Fier”, prima societate cu capital integral românesc, a solicitat Ministerului de Interne să-i permită concesionarea traseului Giurgiu–București–Ploiești–Telega–Slănic pentru a realiza o rețea de „tramway cu cai”. Ministerul a respins cererea de concesiune, motivând că pentru traseul respectiv purta deja discuții pentru construirea unei linii de cale ferată autentice.
În luna august 1866, aflat la începutul domniei sale, tânărul prinț Carol I a efectuat prima sa călătorie prin țară spre Sinaia. De la Ploiești a fost însoțit de prefectul Theodor Constantin Văcărescu și de președintele Consiliului General de Prahova, boierul Gheorghe Grigore Cantacuzino, iar pentru a sublinia importanța obiectivului respectiv a vizitat și ocnele de sare de la Doftana.
Între 1869 și 1880 au fost construite diverse căi ferate pe teritoriul Principatelor Unite, toate în concesiune străină. În anul 1880 statul a început să răscumpere de la concesionari mai multe trasee de cale ferată, iar pe 11 aprilie 1880 a fost înființată „Direcțiunea Generală Princiară a Căilor Ferate”, precursoarea Căilor Ferate Române. La scurtă vreme de la înființarea acestei instituții a început o rapidă extindere și dezvoltare a rețelei de cale ferată, cu o creștere de circa 60 de kilometri de linie puși în circulație în fiecare an. Acesta este contextul în care, în anul 1883, a fost realizată calea ferată Câmpina–Telega.

## Construcție și exploatare
În paralel cu programul de construcție a principalelor magistrale ale regatului s-a desfășurat și un program susținut de construcție a racordurilor feroviare secundare. Calea ferată Câmpina–Telega a fost inaugurată în anul 1883, în aceeași perioadă cu extensia Buda–Slănic, iar în anii următori au fost realizate racorduri spre Târgu Ocna (1884), Piatra Neamț (1885), Călărași (1886) sau Câmpulung, Corabia, Fălticeni, Slobozia și Turnu Măgurele (1887).
Principalele poduri ale liniei Câmpina–Telega, cele peste râurile Prahova și Doftana, au fost realizate de inginerul Elie Radu. Cele două poduri aveau suprastructura metalică, de tip grinzi cu zăbrele cu cale sus, sprijinită pe pile din zidărie de piatră. Cel peste râul Doftana, care s-a păstrat, are patru pile și cinci deschideri între cele două culei. Calea ferată a fost una simplă, nepermițând trafic simultan de trenuri în ambele sensuri. În gara din Telega, denumită la acea vreme Gara Doftana, ea se ramifica în patru linii. Câteva imagini din acea perioadă s-au păstrat pe cărți poștale aflate în colecții personale și încărcate la rezoluții reduse pe diferite saituri web. Una din primele reprezentări ale căii ferate Câmpina–Telega apare pe harta județului Prahova din Atlasul Căilor de Comunicații, publicat în 1897 de Ministerului Lucrărilor Publice, Diviziunea I, Poduri și Șosele.

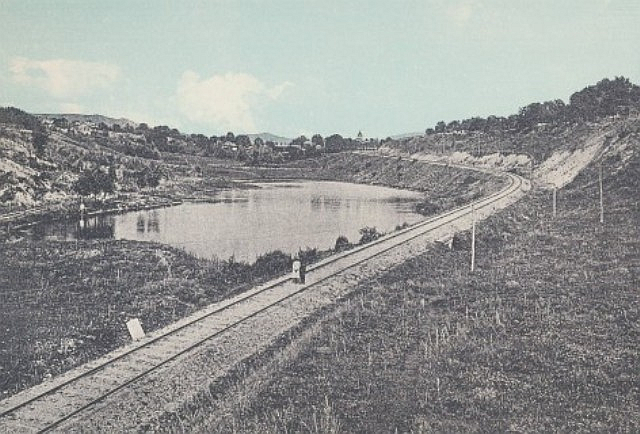
Linia la intrarea în Câmpina, fotografie din albumul Serviciului de Studii și Construcțiuni al MLP.
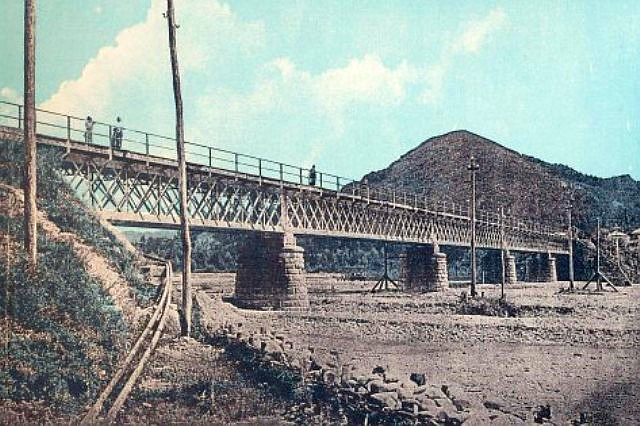
Podul de la Zorile, fotografie din albumul Serviciului de Studii și Construcțiuni al MLP.
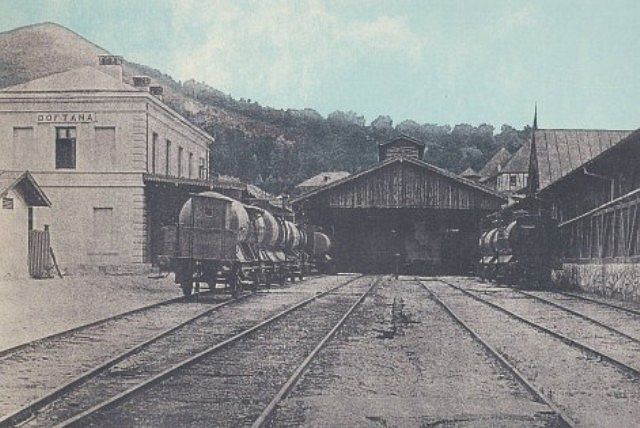
Fosta gară Doftana (Telega), fotografie din albumul Serviciului de Studii și Construcțiuni al MLP.
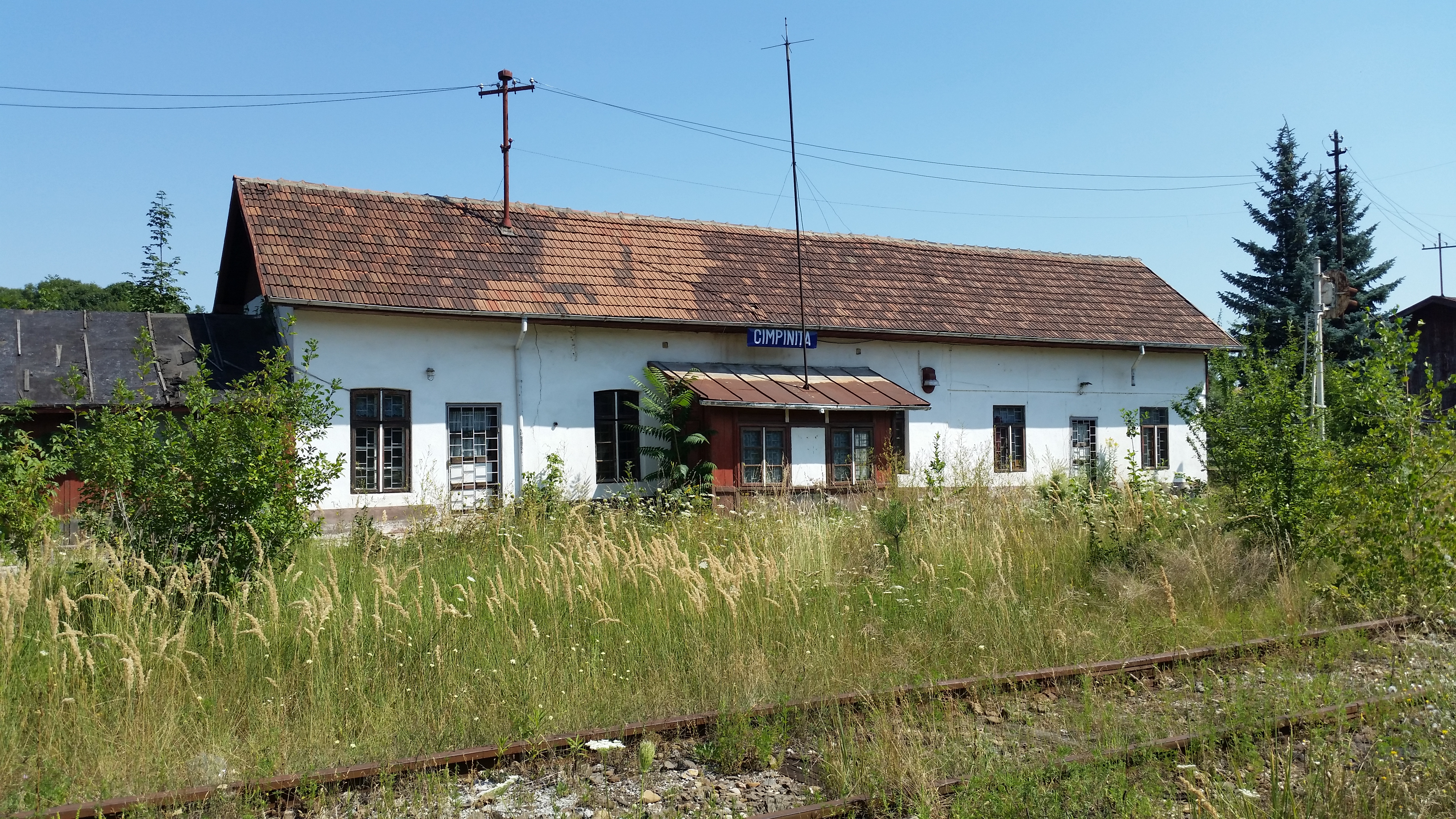
Fosta gară Câmpinița în august 2017.

În 1901, cele două galerii ale ocnelor de sare de la Doftana au fost părăsite din cauza apariției mai multor infiltrații de apă. Calea ferată a continuat totuși să funcționeze până la Doftana, de unde se încărca lemn adus dinspre izvoarele râului cu ajutorul căii ferate forestiere cu ecartament îngust Telega – Valea Doftanei. Aceasta, în prezent complet dispărută, mai era încă vizibilă pe hărțile foarte detaliate realizate la scara 1:50000 de topografii militari sovietici.
Însă exploatarea liniei Câmpina–Telega a primit un nou avânt odată cu rapida dezvoltare în Câmpina și împrejurimi a industriei extracției și rafinării petrolului. În anul 1895 a fost inaugurată în oraș Rafinăria „Steaua Română”, una din cele mai vechi din Europa, iar aceasta și-a construit un triaj separat în apropierea gării Câmpinița. Triajul era echipat cu instalații de încărcare a produselor petroliere și echipamente de întreținere a locomotivelor și cisternelor.

### Ramificații
Câmpina era un puternic centru uzinal, astfel că în anii '20 a fost construită o ramificație în lungime de 1,5 km de la Fabrica de Acid Sulfuric până la Atelierele Centrale (ACC). Apoi, în epoca comunistă, din acea ramificație au mai fost construite alte două sub-ramificații, care să deservească platforma industrială din sud-estul orașului (zona Bucea) și Turnătoria Centrală, construită în 1972. Gara Câmpinița a fost și ea extinsă și modernizată, fiind echipată cu instalație CED-CR-2. A fost realizată și o ramificație către o veche fabrică de cherestea construită în jurul anului 1900, reamenajată în anii 1950 și redenumită în acea perioadă „21 Decembrie”. Ramificația, care avea o lungime de aproximativ 2,3 km, se desprindea din calea ferată Câmpina–Telega în apropierea ieșirii din Câmpina spre Telega și ajungea până în interiorul fabricii. Anterior, aceasta era deservită de calea ferată forestieră cu ecartament îngust Doftana–Valea Doftanei, care pornea de la Telega pe malul stâng al râului și îl traversa pe un pod situat chiar în zona fabricii de cherestea. 
Conform unor livrete de marfă, racordul nou construit pentru deservirea fabricii „21 decembrie” era denumit Ramificația Telega și începea la km 4,5 al căii ferate Câmpina–Telega. Viteza maximă admisibilă a marfarelor pe acestă ramificație era de 30 km/h.

### Circulația trenurilor

#### Trenuri de pasageri

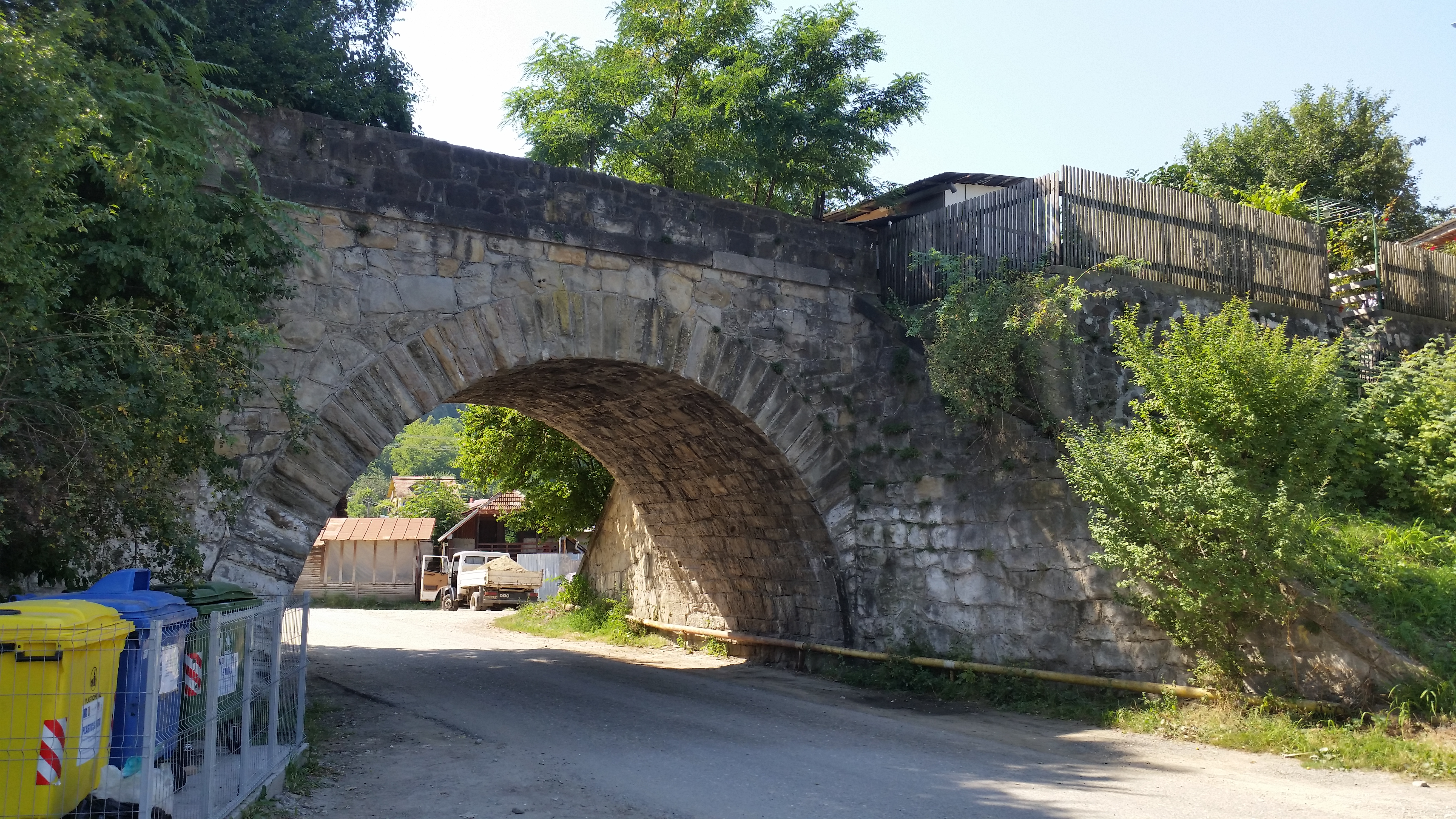
Pe acest pod de lângă gara Telega, linia Câmpina–Telega supratraversa fosta cale ferată forestieră spre Valea Doftanei.

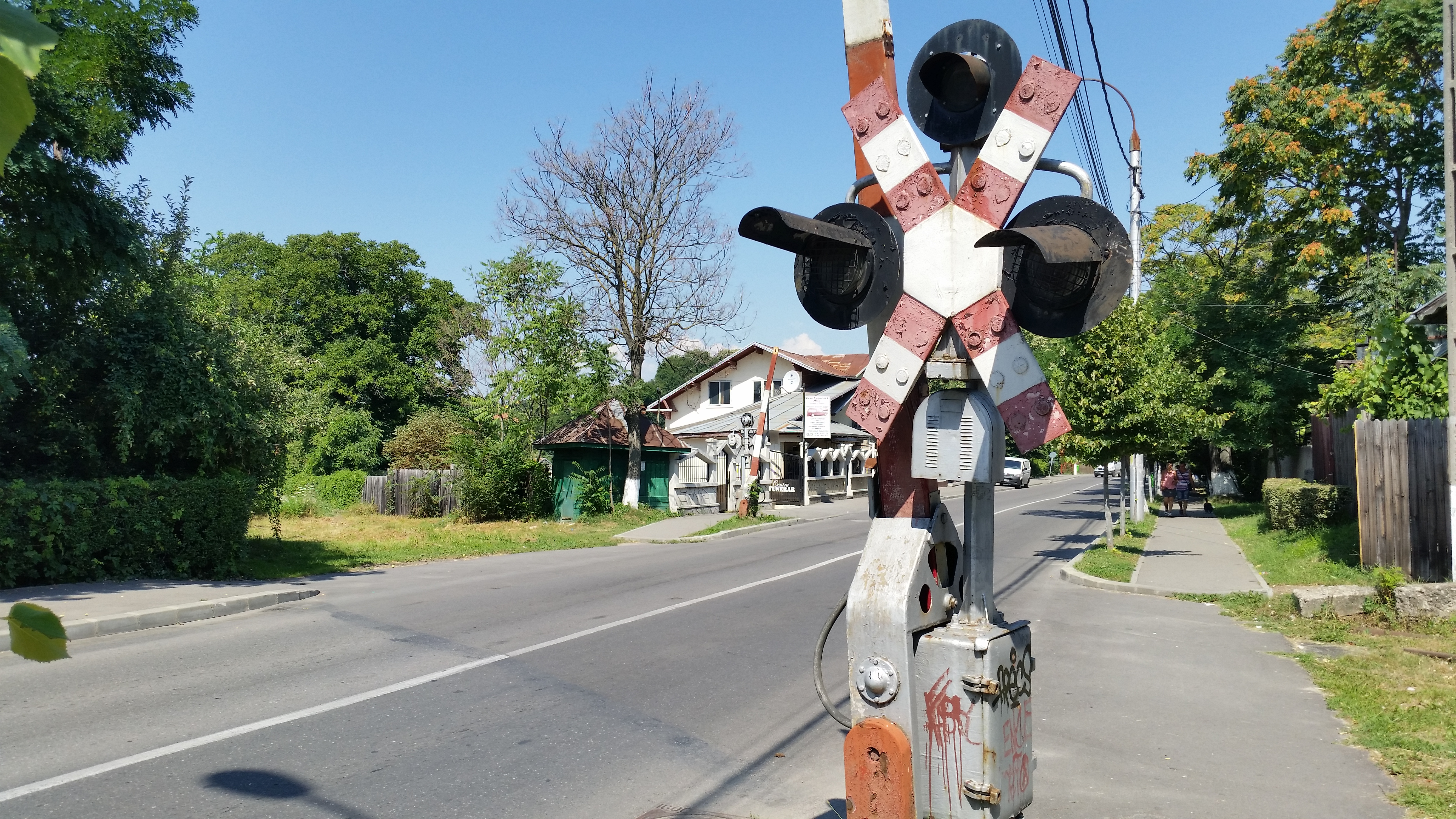
Bariere încă prezente pe Bulevardul Carol I din Câmpina. Calea ferată a fost acoperită cu asfalt.

De-a lungul timpului secția numită în Mersul Trenurilor Cîmpina–Telega a purtat diferite indicative: 301, 306 sau 312. În Mersul Trenurilor din 1968 secția purta indicativul 306. În acel an circulau două perechi de trenuri de pasageri care aveau plecările fixate la ore utile în special navetiștilor din Telega și împrejurimi care lucrau în Câmpina. Primul tren pleca la 6:33 din gara Câmpina, prelua navetiștii din Telega la ora 6:58 și revenea în gara Câmpina la 7:28. Cel de-al doilea pleca din Câmpina la 15:30, ajungea în gara Telega la 15:50 și se întorcea în gara Câmpina la 16:35.
| CÎMPINA – TELEGA – CÎMPINA | CÎMPINA – TELEGA – CÎMPINA | CÎMPINA – TELEGA – CÎMPINA | CÎMPINA – TELEGA – CÎMPINA | CÎMPINA – TELEGA – CÎMPINA | CÎMPINA – TELEGA – CÎMPINA | CÎMPINA – TELEGA – CÎMPINA | CÎMPINA – TELEGA – CÎMPINA | CÎMPINA – TELEGA – CÎMPINA | CÎMPINA – TELEGA – CÎMPINA | CÎMPINA – TELEGA – CÎMPINA | CÎMPINA – TELEGA – CÎMPINA |
| 306                        | 306                        | 306                        | 306                        | 306                        | 306                        | 306                        | 306                        | 306                        | 306                        | 306                        | 306                        |
| Orar                       | Orar                       | Orar                       | Orar                       | Orar                       | Gări                       | Orar                       | Orar                       | Orar                       | Orar                       | Orar                       |                            |
| -------------------------- | -------------------------- | -------------------------- | -------------------------- | -------------------------- | -------------------------- | -------------------------- | -------------------------- | -------------------------- | -------------------------- | -------------------------- | -------------------------- |
| ↓                          | 6:33                       | 0–0                        | 15:30                      | ↓                          | 0Câmpina0                  | ↑                          | 7:28                       | 0–0                        | 16:35                      | ↑                          |                            |
| ↓                          | 6:45                       | 0–0                        | 15:42                      | ↓                          | 0Câmpinița0                | ↑                          | 7:17                       | 0–0                        | 16:24                      | ↑                          |                            |
| ↓                          | 6:53                       | 0–0                        | 15:50                      | ↓                          | 0Telega0                   | ↑                          | 6:58                       | 0–0                        | 16:05                      | ↑                          |                            |

#### Trenuri de marfă
Conform livretelor de marfă, linia avea următorul traseu și viteze de circulație pentru trenurile marfare:
km 0,0 Câmpina
km 2,1 Câmpinița (30 km/h)
km 4,5 Ramificația Telega (30 km/h)
km 5,3 Telega Haltă (30/15 km/h)
Tonajul maxim admisibil pe această linie era de 1300 tone (pentru tracțiune 060DA), respectiv 1000 tone (pentru tracțiune 040DHC).

## Declin și desființare
În 1965, institutul de proiectare IPTANA a întocmit un studiu tehnico-economic care propunea construcția pe un aliniament nou a DN1 în zona orașului Câmpina. În acel moment drumul traversa orașul, iar proiectanții au propus înscrierea unui traseu nou de-a lungul albiei râului Prahova. Acesta ar fi eliminat serpentinele de urcare în Câmpina, traversarea orașului și trecerea la nivel cu calea ferată spre Telega. Varianta de ocolire a fost dată în exploatare în anul 1969 și a impus și demolarea podului peste Prahova al căii ferate Câmpina–Telega. Noul pod feroviar peste Prahova a fost finalizat în 1974.
Din câteva fotografii vechi, dintre care unele publicate în Anuarul „Serviciului de studii și construcțiuni” al Direcțiunii Generale a CFR, se poate observa că vechiul pod construit de Elie Radu peste râul Prahova era similar celui peste râul Doftana, cu o suprastructură din grinzi cu zăbrele sprijinită pe trei pile confecționate din zidărie de piatră, însă cu doar patru deschideri. Podul avea o lungime totală de aproximativ 130 de metri.
În timp s-a dovedit că noul pod feroviar peste Prahova este problematic. Din cauza fundării pilei 5 a acestuia „într-un strat de pietriș cu bolovăniș, sub care se găsește un strat de sare compactă, și a existenței unui curent de apă subteran ce trece oblic pe sub latura din amonte a pilei”, reprezentanții CFR au constatat încă din 1985 rotiri ale acesteia. În 1995 podul a fost luat în evidență ca punct periculos de gradul I și a fost monitorizat permanent, fiind expertizat de două ori, în 2000 și 2015.

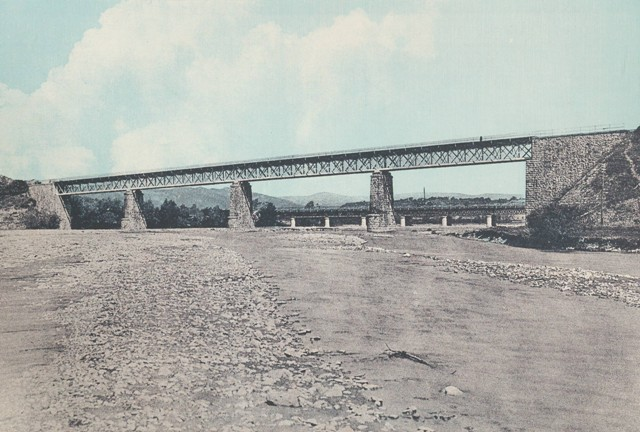
Podul metalic peste râul Prahova construit de Elie Radu.
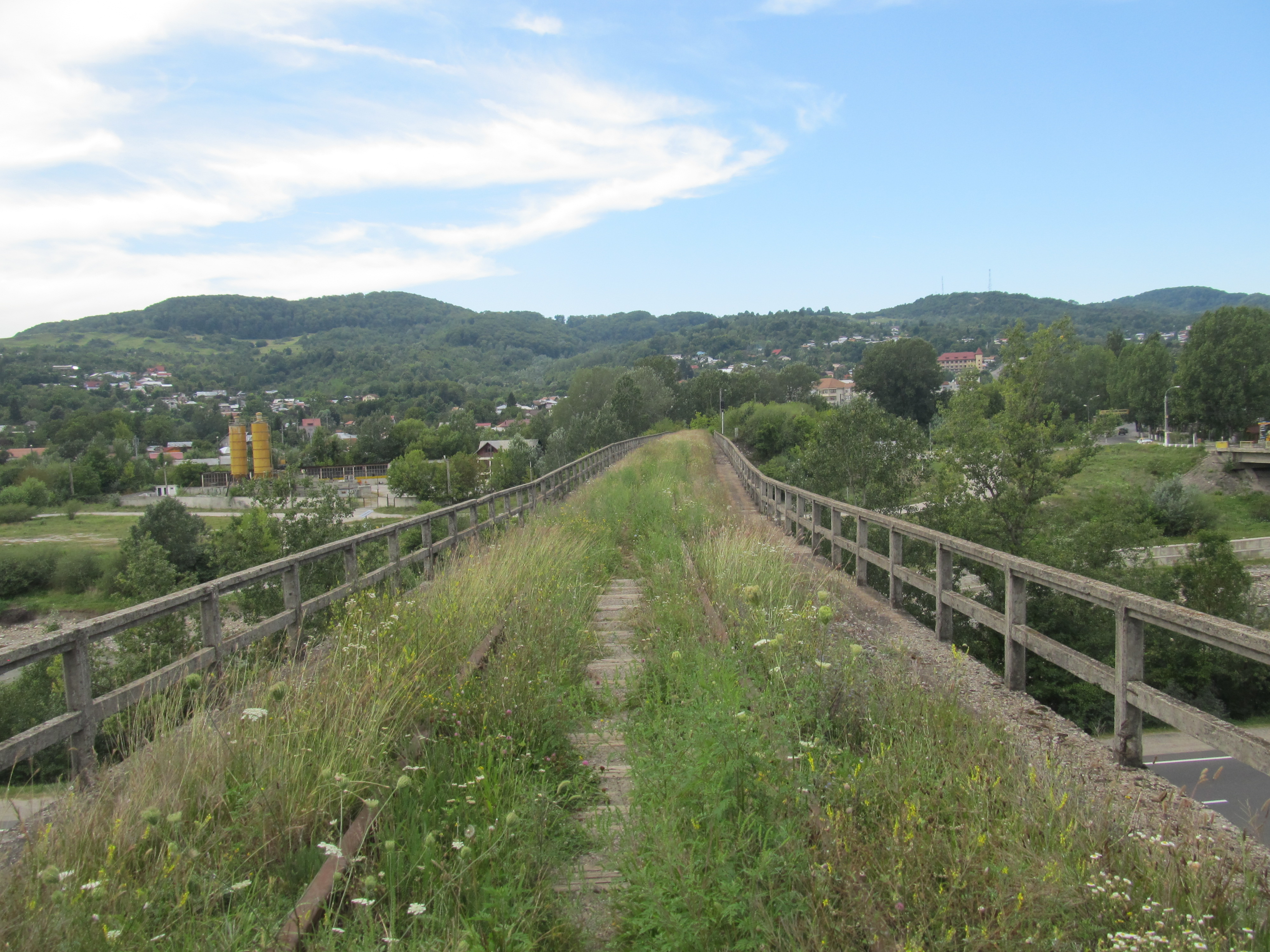
Podul feroviar peste Prahova și DN1. Deplasarea grinzilor în zona pilei 5 e vizibilă cu ochiul liber în mijlocul fotografiei.
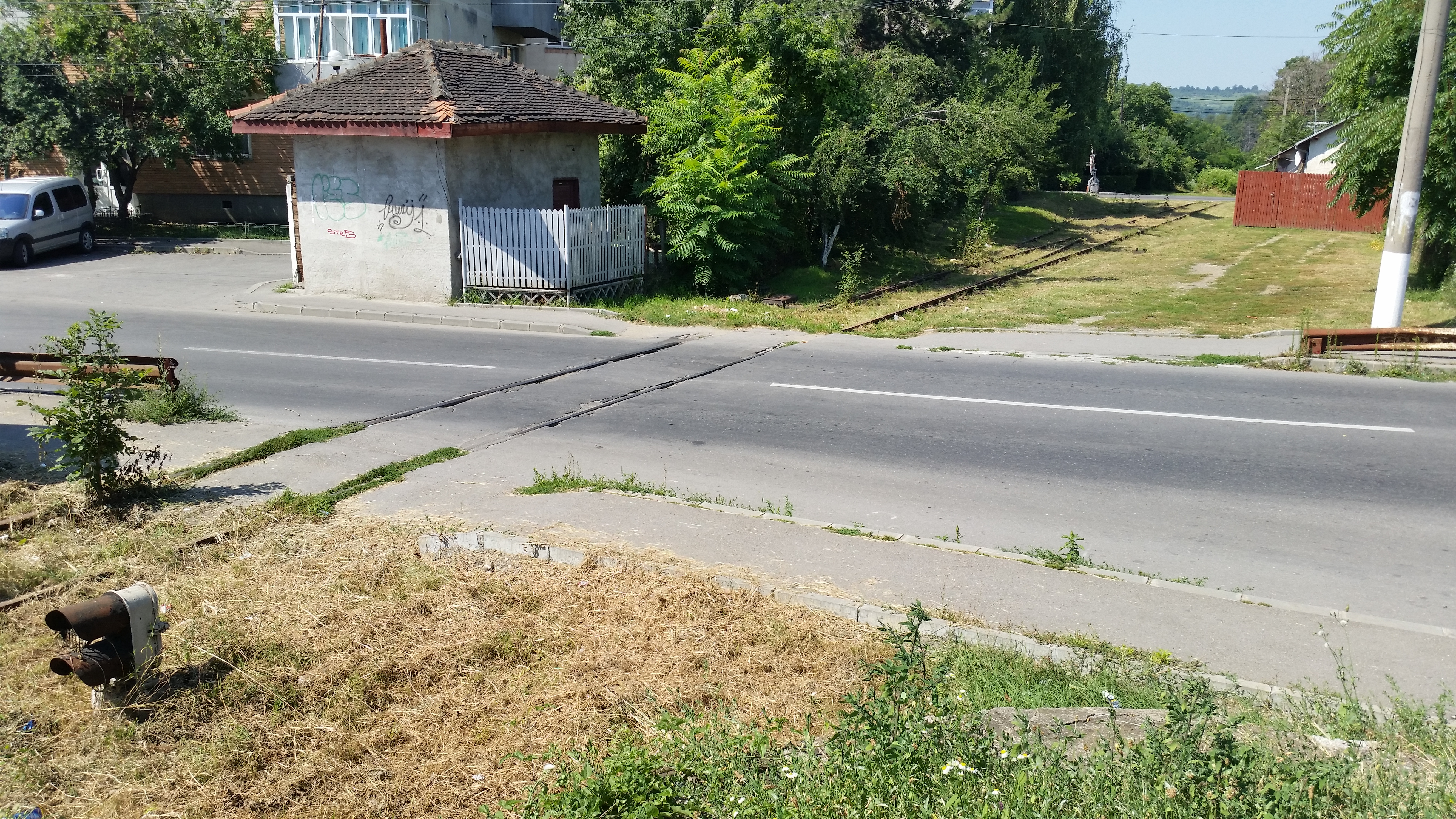
Porțiune încă vizibilă a căii ferate Câmpina–Telega în Câmpina, în apropierea fostei gări Câmpinița. În stânga imaginii, fostul canton feroviar.
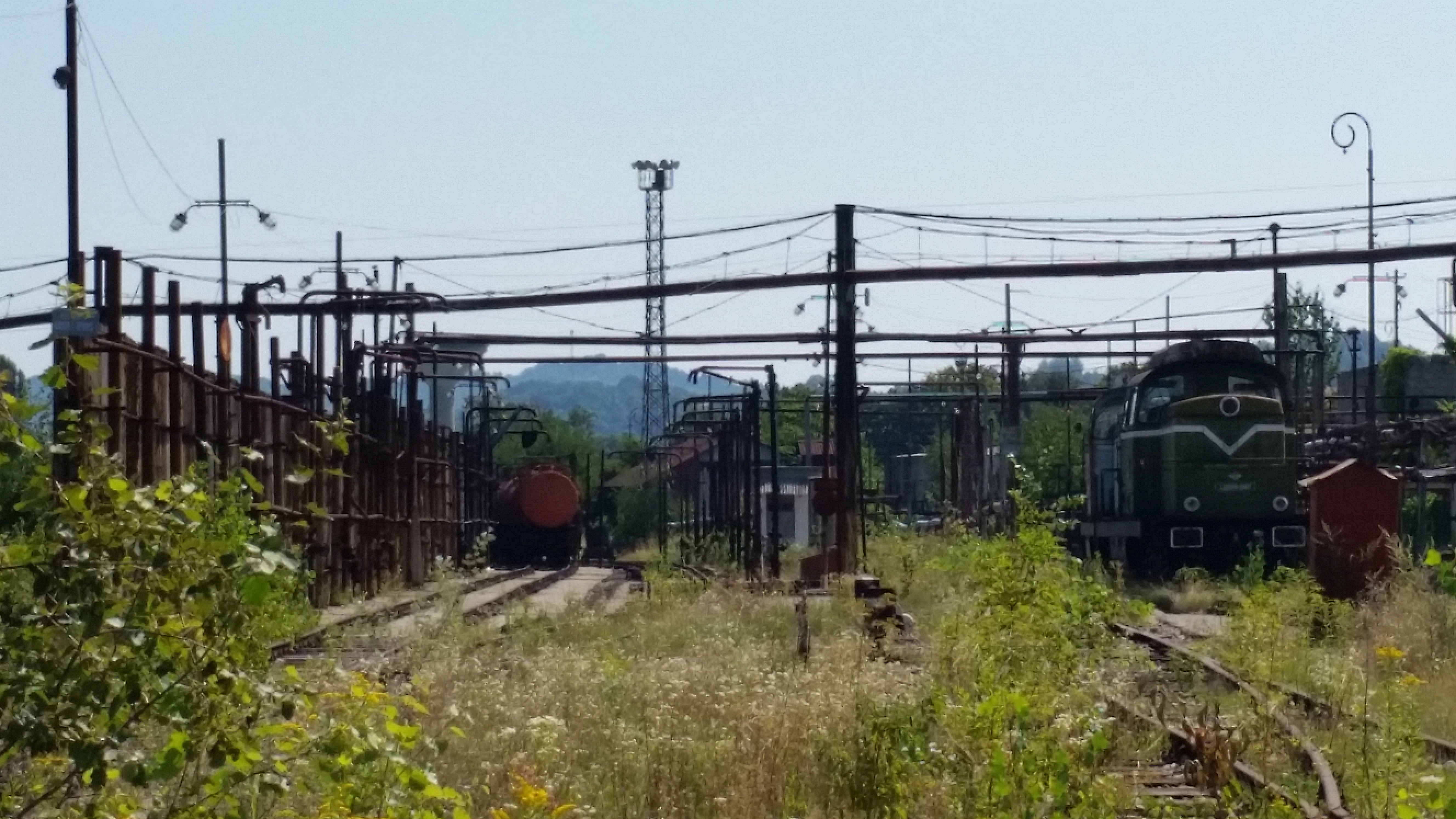
Locomotivă și vagoane cisternă abandonate în triajul rafinăriei „Steaua Română”.

După 1968 s-a renunțat la circulația trenurilor de călători între Câmpina–Câmpinița–Ramificația Fabrica de cherestea „21 Decembrie”–Telega, linia devenind una strict industrială, iar secțiunea Ramificația Fabrica de cherestea „21 Decembrie”–Telega a fost demontată din teren în anii 1980. După 1990, odată cu declinul industrial al orașului, transportul feroviar de marfă prin gara Câmpinița a scăzut și el. Desființarea fabricii de cherestea „21 Decembrie” a condus și la demontarea din teren a căii ferate între stația Câmpinița și halta Fabrica de cherestea „21 Decembrie”. Gara Telega, precum și cantonul feroviar de la intersecția cu drumul județean 100E dintre Câmpina și Telega au fost vândute ca locuințe fostului personal CFR care le deservea.
În 2009 a fost închisă rafinăria „Steaua Română”, iar traficul de marfă pe linie a devenit unul ocazional.
Din cauza agravării situației pilei 5 a podului de la km 0+609 peste râul Prahova, pe data de 24 septembrie 2013 s-a decis închiderea circulației feroviare între Câmpina și Câmpinița. Cu toate acestea, Căile Ferate Române au încercat resuscitarea liniei Câmpina–Câmpinița–Telega în cadrul unei licitații organizate pentru închirierea a 29 de secții de cale ferată neinteroperabile, pe 23 octombrie 2014.. Doar 2 din cele 29 de secții au fost adjudecate, iar CFR a repetat licitația pentru celelalte 27 pe 25 noiembrie 2014. Nici de această dată nici un operator nu și-a exprimat interesul pentru linia Câmpina–Câmpinița–Telega.
În anii următori intersecțiile liniei cu unele străzi din Câmpina au fost acoperite cu asfalt. Linia și ramificațiile ei industriale din oraș mai există fizic în teren, dar sunt puternic degradate și acoperite de vegetație. O locomotivă LDH70-086 și una LDH70-246, precum și mai multe vagoane cisternă au fost abandonate în fostul triaj al rafinăriei „Steaua Română”, unde se găsesc și în prezent, nemaifiind posibilă deplasarea lor pe nici o direcție. Pe 2 iunie 2016, ele au fost scoase la licitație de administratorul judiciar al rafinăriei, împreună cu alte bunuri ale companiei, dar nu au fost adjudecate.
În 2018, în urma amplificării rotirii și înfundării în stratul de sare a pilei 5 a podului peste râul Prahova reprezentanții CFR au evaluat „condițiile tehnice necesare pentru dezafectarea elementelor din beton armat, componente ale tablierului pe zona adiacentă deschiderilor 5 și 6, adică zona pe care podul supratraversează DN1”. În iunie 2018, Sucursala Regională CF București – Divizia Linii din cadrul Companiei Naționale de Căi Ferate CFR SA a demarat o procedură de achiziție în valoare de 50.000 de lei pentru expertizarea tehnică și realizarea documentației de avizare a lucrărilor de intervenție la podul feroviar peste Prahova și DN1. Caietul de sarcini preciza că „viteza de deplasare/rotire a pilei nr. 5 are o evoluție defavorabilă, existând riscul de pierdere a stabilității structurii și de prăbușire a grinzilor ce se sprijină pe pila nr. 5, peste DN1” și sugera a se „dezafecta tablierele aferente deschiderilor 5 și 6”. Procedura de achiziție a fost anulată, deoarece nici o companie nu s-a arătat interesată de participarea la licitație.